# Кашино (Кирилловский район)
Кашино — деревня в Кирилловском районе Вологодской области России.
Входит в состав Чарозерского сельского поселения, с точки зрения административно-территориального деления — в Чарозерский сельсовет.
Расстояние по автодороге до районного центра Кириллова — 87 км, до центра муниципального образования Чарозера — 3 км. Ближайшие населённые пункты — Погорелово, Губино, Козицыно, Трофимово, Часовенская, Киприно, Кобылино, Колбино.
По переписи 2002 года население — 4 человека.